# Escil·la i Caribdis

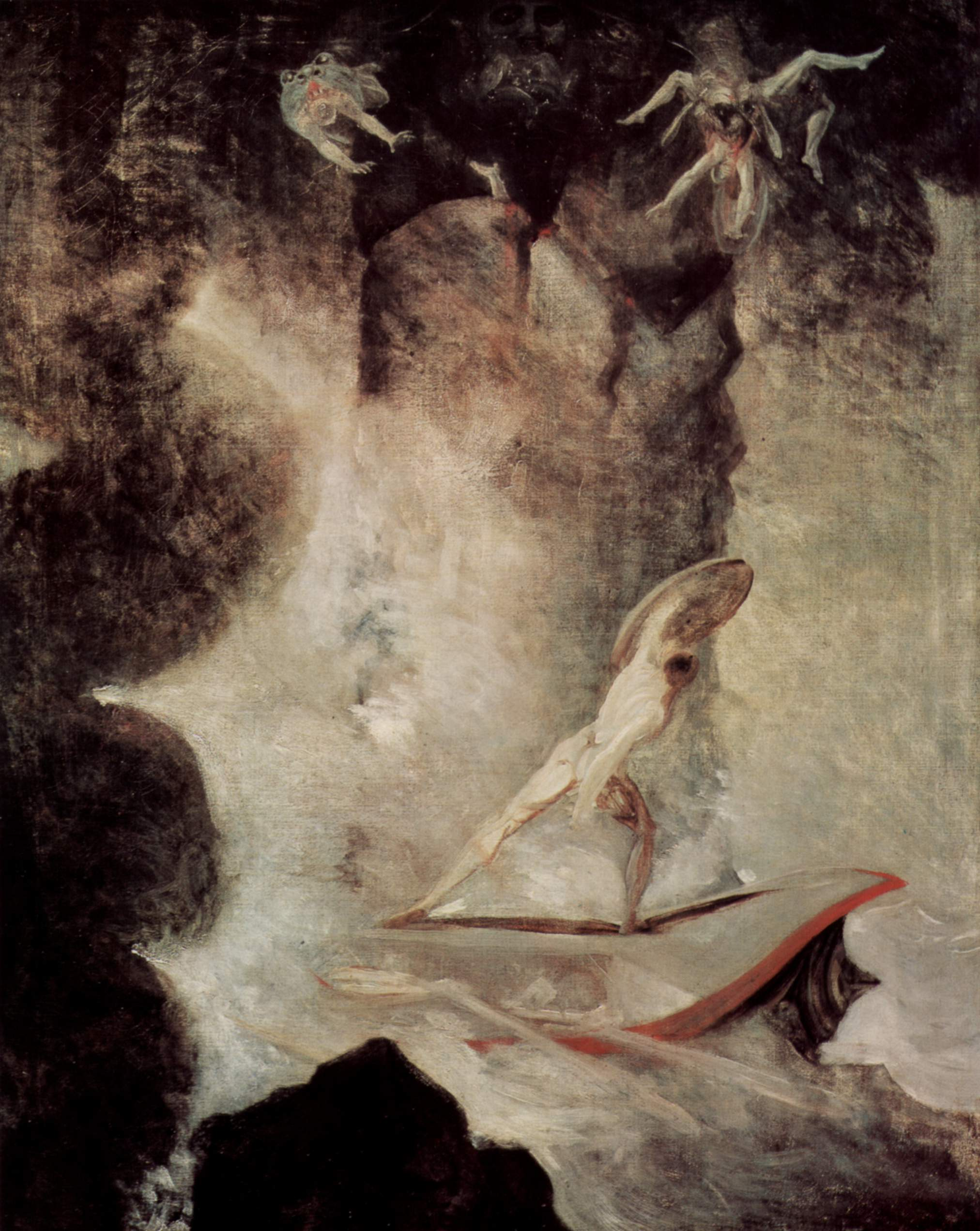
Odisseu entre Escil·la i Caribdis, de Johann Heinrich Füssli.

En la mitologia grega, Escil·la i Caribdis eren dos monstres marins que guardaven un estret pas marítim, i que tradicionalment s'ha identificat amb l'estret de Messina, entre Itàlia i Sicília.
Escil·la era una criatura marina amb cos de dona i dels malucs li sorgien gossos ferotges que devoraven tothom que s'apropés; des del fons d'una cova vigilava el canal, atacant i devorant als mariners. En la riba oposada hi vivia Caribdis, un altre monstre marí, que s'empassava enormes quantitats d'aigua tres vegades al dia i les escopia altres tantes vegades, adoptant així la forma d'un remolí capaç d'engolir a les embarcacions.

## En l'Odissea
En el cant XII de l'Odissea, Circe adverteix Odisseu dels perills de travessar l'estret canal, perquè haurà de passar entremig dels dos terribles monstres. Odisseu segueix els seus consells i per evitar acostar-se a Caribdis, que els podria engolir a tots ells juntament amb l'embarcació, ordena navegar arran d'Escil·la, i d'aquesta manera perd només sis homes.
Més endavant, havent perdut la tripulació, agafat Odisseu a les restes de la quilla i el pal de l'embarcació, i a la deriva, és conduït pels vents a la boca de Caribdis, que s'empassa les restes de la nau. Odisseu s'aferra a una figuera, i hi espera penjat fins que Caribdis escup de nou les fustes.

## A l'Eneida
Al cant III de l'Eneida, Helen, fill de Príam descriu les dues criatures a Enees, i li recomana rodejar l'illa de Sicília per tal d'evitar-les.

## Expressió
L'expressió «trobar-se entre Escil·la i Caribdis» es va originar en l'episodi sobre Odisseu que explica Homer i designa una situació en què cal escollir el menor de dos mals. Potser la va escriure per primera vegada en llatí Gualter de Châtillon, poeta del segle xii (Incidis in Scyllam cupiens vitare Charybdim, 'caus a Escil·la volent evitar Caribdis'). Aquesta dita la repeteix Jean de La Fontaine.